# Кометник-Зубићи
Кометник-Зубићи су насељено мјесто у општини Воћин, у Славонији, у Вировитичко-подравској жупанији, Република Хрватска.

## Географија
Кометник-Зубићи се налазе око 3 км југоисточно од Воћина.

## Историја
До територијалне реорганизације у Хрватској насеље се налазило у саставу бивше општине Подравска Слатина.

## Становништво
Кометник-Зубићи су према попису из 2011. године имали 28 становника.
| Националност       | 1991. | 1981. | 1971. | 1961. |
| Срби               | 162   | 179   |       |       |
| Југословени        |       | 18    |       |       |
| Хрвати             | 3     | 5     |       |       |
| остали и непознато | 6     | 2     |       |       |
| Укупно             | 171   | 204   | '     | '     |

| Демографија | Демографија | Демографија |
| Година      | Становника  | Становника  |
| ----------- | ----------- | ----------- |
| 1981.       | 204         |             |
| 1991.       | 171         |             |
| 2001.       | 13          |             |
| 2011.       |             | 28          |

Напомена: Насеље је самостално од 1981. настало одвајањем бившег насеља Кометник.